# Élisabeth Lutz
Élisabeth Lutz (* 14. Mai 1914 in Thann; † 31. Juli 2008 in Grenoble) war eine französische Mathematikerin, die sich mit Zahlentheorie beschäftigte.

## Leben
Lutz besuchte die Schule in Colmar und studierte 1934 bis 1938 bei André Weil an der Universität Straßburg. Sie ist bekannt für den Satz von Lutz und Nagell (1935 zusätzlich nach Trygve Nagell benannt) aus der Zahlentheorie elliptischer Kurven, enthalten in ihrer bei Weil geschriebenen These, (die einer später so genannten Thèse de troisieme cycle in Frankreich entsprach, noch unterhalb einer vollen Dissertation). Der Satz macht Aussagen über die Torsionspunkte (Punkte endlicher Ordnung bezüglich des Additionsgesetzes rationaler Punkte auf elliptischen Kurven): sie haben ganzzahlige Koordinaten (x,y) und es gilt entweder y=0 (der Punkt hat dann Ordnung 2) oder y teilt die Diskriminante D der elliptischen Kurve. Als Endergebnis sind die Torsionspunkte effektiv berechenbar (die Frage der effektiven Berechenbarkeit der Gruppe aller rationalen Punkte einer elliptischen Kurve über den rationalen Zahlen ist offen).
In seinen Erinnerungen zählt Weil sie zu den einzigen beiden Studenten, die er in seiner Zeit in Straßburg an die Forschung heranführen konnte (der andere war Jacques Feldbau). Nach ihrem Studium in Straßburg war sie Lehrerin in Poligny, Sarrebourg und Besançon. Lutz wurde nach dem Zweiten Weltkrieg 1951 bei Claude Chabauty promoviert (Thèse d’État), ebenfalls mit einer Arbeit über Zahlentheorie (lineare p-adische diophantische Approximationen, veröffentlicht 1955). Sie war Professorin an der Faculté des sciences der Universität Grenoble: ab 1953 Maître de conférences (Dozentin), ab 1957 Professeur sans chaire und ab 1960 Lehrstuhlinhaberin (Professeur titulaire à titre personnel). 1979 ging sie in den Ruhestand und befasste sich dann insbesondere mit der Geschichte der Dauphiné.
Sie war Mitarbeiterin bei den Annales de l’Institut Fourier in Grenoble.

## Schriften
- Sur l’équation y^2 = x^3 − Ax − B dans les corps p-adiques, J. Reine Angew. Math., Band 177, 1937, S. 237–247
- Sur les Approximations diophantiénnes lineaires p-adiques,  Publ. Inst. Math. Strasbourg, No 12, Actualites scientifique et industrielles Nr. 1224, Hermann 1955